# Рысь (снегоход)
«Рысь» — советский и российский одногусечный снегоход, производившийся в 1991—2008 Уфимским моторостроительным производственным объединением в городе Уфе. Имел универсальные (двухместные) и спортивные (одноместные) модификации; к снегоходам также выпускались прицепы моделей «Север» и «Метель». Всего было выпущено около 18 тысяч снегоходов.
На снегоходах «Рысь» команда УМПО становилась чемпионом России по снегоходному кроссу в 1994, 1999 и 2000.

## История
Производство начато в 1991 под руководством В. М. Паращенко, по конверсии, на Уфимском моторостроительном производственном объединении. Внедрением и технологической подготовкой производства занимались И. У. Манапов, Р. Р. Еникеев, В. А. Артюхин. Представлен на выставке в 1994.
В 2000 удостоен диплома Всероссийского конкурса «100 лучших товаров России». В начале 2000‑х в Уфимском государственном авиационном техническом университете, под руководством Ю. В. Афанасьева, Ф. Р. Исмагилова, Е. А. Полихач, разработаны бесконтактные генераторы с постоянными магнитами для систем зажигания снегоходов «Буран», «Рысь» и «Тайга».
В 2008 производство прекращено, подразделение на УМПО закрыто.

## Технические характеристики
Корпус сделан из композиционного материала, на основе эпоксидных смол (в качестве связующего) и стекловолокна.
Оснащён двигателем переднего расположения, гусеничным движителем со скользящей рельсовой подвеской, и двумя опорно-поворотными лыжами. Двигатель УМЗ 431/432 мощностью 29 л. с. или УМЗ 440 мощностью 32 л. с. — двухтактный двухцилиндровый рядный, с карбюратором К-68 и принудительным воздушным охлаждением. Система запуска — со встроенным ручным стартером и электронной бесконтактной системой зажигания. Максимальная скорость 75 км/ч для УМЗ 431/432, и 90 км/ ч для УМЗ 440.
Может эксплуатироваться при температуре от 5 до минус 40 °С.

## Модификации
- «Рысь» 113 — первая модель. По сути была не совсем удачной копией снегохода Arctic Cat с объёмом двигателя 440 см³. Цилиндры двигателя были полностью алюминиевыми, с кремниевым напылением, без гильзы. Данная недоработка приводила к «прихвату» поршня и выходу из строя двигателя на первых десятках километров работы.
- «Рысь» 119 — туристический снегоход. Данная модификация отличалась новым дизайном капота и поддона «лодки» днища моторного отсека, материал которого поменялся на пластик, в отличие от более хрупкого стекловолокна. Двигатель был модернизирован: рабочий объём был уменьшен до 432 см³ и цилиндры получили более широкие окна продувки и стали оснащаться гильзами, что уменьшило вероятность «горячего прихвата» при работе.
- «Рысь-спорт» 121 — спортивный одноместный снегоход (укороченная 119 модель) со специальной задней подвеской, меньшей длиной гусениц и двумя гидравлическими амортизаторами, высокой устойчивости и манёвренности; скорость до 105 км/ч[2]
- «Рысь-500+» 219 — туристический снегоход (ширина гусеницы 500 мм)[23]
- «Рысь-500М» — измененный капот и японский карбюратор MIKUNI; скорость до 75 км/ч с буксировкой прицепа весом до 250 кг[23][2]
- «Рысь-500МП» — модификация снегохода с шестерёнчатой коробкой передач; скорость до 75 км/ч с буксировкой прицепа весом до 250 кг[2]
- «Рысь» УС-440 — модификация «Рысь-500»

Все модификации снегохода были доступны с комплектацией, включающей электростартер.